# Erika Dannhoff

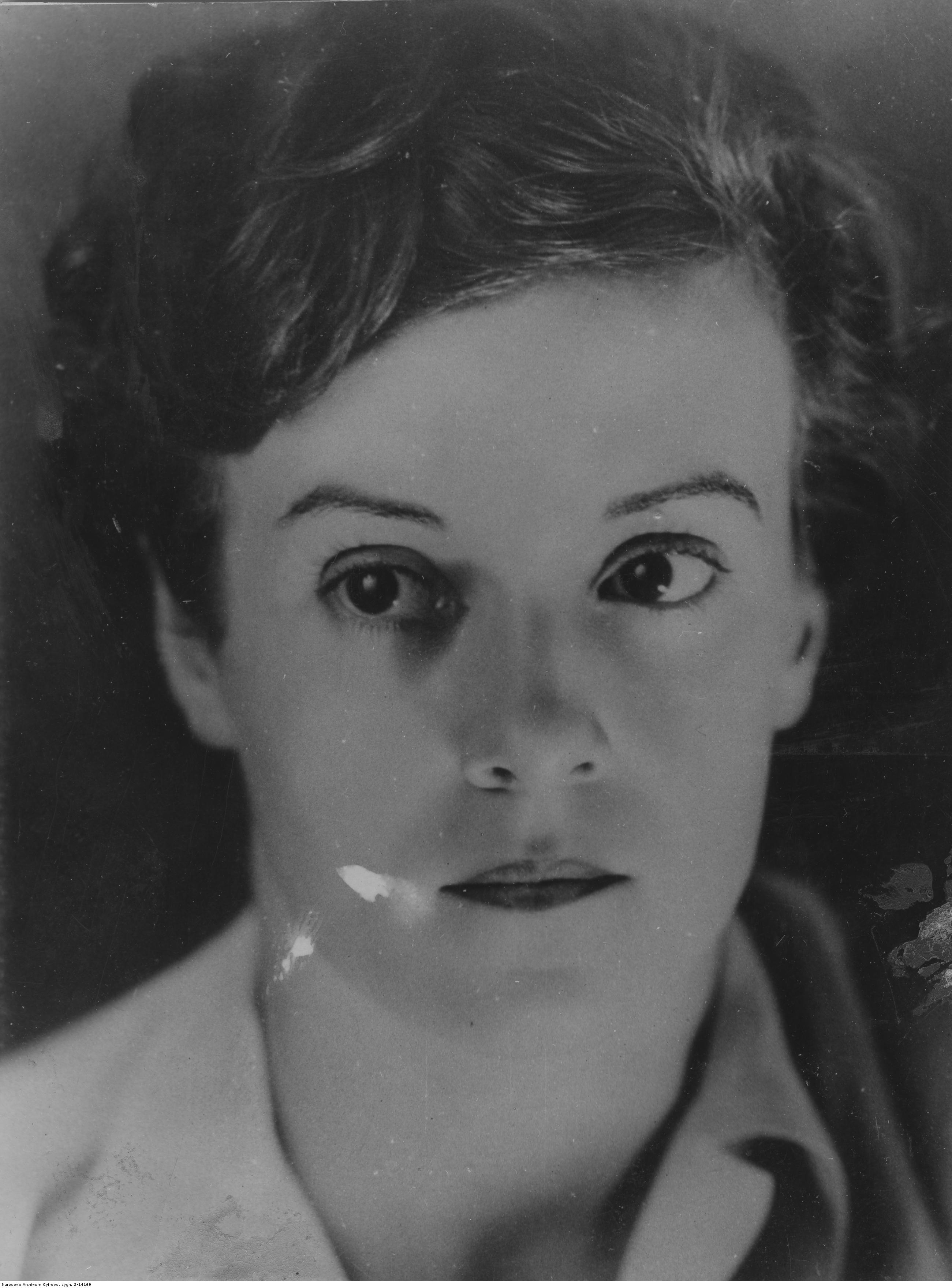
Erika Dannhoff, 1944.

Erika Margot Dannhoff (* 2. Dezember 1909 in Berlin; † 18. Juni 1996 ebenda) war eine deutsche Schauspielerin.

## Leben
Nach ihrem Schulabschluss an einem Lyzeum 1928 wurde sie von Olga Limburg für den Schauspielerberuf gewonnen und wirkte bereits 1929 in mehreren Filmen mit. Dann besuchte sie die Schauspielschule von Ilka Grüning.
Sie spielte am Kleinen Theater Unter den Linden, trat als Kabarettistin mit eigenen Gedichten auf und wirkte beim Hörfunk mit, so 1932 beim Hörspiel Das Käthchen von Heilbronn. Von 1934 bis 1939 war sie an der Volksbühne Berlin engagiert, später agierte sie auch am Deutschen Theater unter Heinz Hilpert. Sie übernahm die Titelrolle in Shaws Die heilige Johanna, Desdemona in Othello, Elisabeth in Don Carlos und Katharina in Der Widerspenstigen Zähmung. 1939 wechselte sie an das Staatstheater München, 1942 bis 1948 agierte sie in Dresden am Theater des Volkes und am Staatstheater. Dazu wirkte sie als Nebendarstellerin in verschiedenen Filmen mit, in der Märchen-Adaption Aschenbrödel (1931) übernahm sie die Titelrolle.
Ab 1948 trat sie in Halle, Nürnberg und Frankfurt am Main auf, ab Ende der 1950er Jahre stand sie wieder auf Berliner Bühnen, besonders an der Tribüne. Seit 1951 spielte sie wieder in einigen Filmen. 1974 hatte sie als Haushälterin Marianne eine Dauerrolle in der Fernsehserie Der kleine Doktor. 1987 war sie als Jedermanns Mutter bei den ersten Berliner Jedermann-Festspielen zu sehen. Seit 1966 lehrte sie als Dozentin an der Max-Reinhardt-Schule für Schauspiel. Dannhoff war in zweiter Ehe vorübergehend mit dem Kollegen Erik Schumann verheiratet.

## Filmografie
- 1928: Der Mann mit dem Laubfrosch
- 1929: Adieu, Mascotte
- 1929: Heilige oder Dirne
- 1929: Wenn Du einmal Dein Herz verschenkst
- 1930: Namensheirat
- 1931: Schatten der Manege
- 1931: Aschenbrödel
- 1931: Berge in Flammen
- 1932: Streichquartett
- 1932: An heiligen Wassern
- 1932: Der Rebell
- 1932: Tannenberg
- 1933: The Rebel
- 1934: Carlos schönstes Abenteuer
- 1934: Zimmermädchen... Dreimal klingeln
- 1934: Dr. Bluff
- 1935: Liebesträume
- 1935: Viktoria
- 1936: Fiakerlied
- 1961: Die kleinen Füchse
- 1962: Unsere Jenny
- 1972: Hofball bei Zille
- 1974: Der kleine Doktor (Serie, 13 Folgen)
- 1977: Heinrich
- 1977: Unendlich tief unten
- 1980: Primel macht ihr Haus verrückt
- 1981: Die Berührte
- 1982: Der Zauberberg

## Theater
- 1930: William Shakespeare: Was ihr wollt (Celia) – Regie: Heinz Hilpert (Deutsches Theater Berlin)
- 1930: William Shakespeare: Wie es euch gefällt (Celia) – Regie: Heinz Hilpert (Deutsches Theater Berlin)
- 1933: William Shakespeare: Viel Lärm um nichts (Hero) – Regie: Heinz Hilpert (Theater Volksbühne am Bülowplatz Berlin)
- 1933: Emil Pohl: Eine leichte Person – Regie: Heinz Hilpert (Theater Volksbühne am Bülowplatz Berlin)
- 1933: Friedrich Schreyvogl: Tod in Genf (Jeanne) – Regie: Martin Kerb (Volksbühne Theater am Horst Wessel Platz Berlin)
- 1934: Hermann Sudermann: Stein unter Steinen (Marie) – Regie: Heinz Hilpert (Volksbühne Theater am Horst Wessel Platz Berlin)
- 1934: Georg Büchner: Leonce und Lena (Prinzessin Lena) – Regie: Heinz Hilpert (Volksbühne Theater am Horst Wessel Platz Berlin)
- 1937: Friedrich Schiller: Die Jungfrau von Orleans (Agnes Sorel) – Regie: Heinz Hilpert (Deutsches Theater Berlin)
- 1937: Franz Grillparzer: Hero und Leander – Regie: Heinz Hilpert (Deutsches Theater Berlin – Kammerspiele)
- 1937: Jochen Huth: Die vier Gesellen – Regie: Erhard Siedel (Deutsches Theater Berlin)
- 1947: Alexander Puschkin: Der steinerne Gast (Donna Anna) – Regie: Albert Fischel (Staatstheater Dresden)
- 1950: Georg Kaiser: Zweimal Amphitryon (Alkmene) – Regie: Günther Stark (Theater Halle/Saale)
- 1953: Roger MacDougall: Eskapade – Regie: Frank Lothar (Tribüne Berlin)
- 1959: Hermann Gressieker: Heinrich VIII. und seine Frauen – Regie: Frank Lothar (Tribüne Berlin)
- 1973: Axel von Ambesser: Max Mahnke als Mensch – Regie: Axel von Ambesser (Renaissance-Theater Berlin)
- 1974: Tankred Dorst: Eiszeit – Regie: Peter Zadek (Freie Volksbühne Berlin)

## Hörspiele
- 1932: Hermann Kasack: Der Ruf (Lisbeth) – Regie: Edlef Köppen  (Hörspiel – RRG)